# Teoria parenklizy
Teoria parenklizy (gr. παρέγκλισις, łac. clinamen,  epikurejska teoria nieoznaczoności) - stworzone przez Epikura uzasadnienie możliwości wolnej woli człowieka. Według teorii ruch atomów w próżni nie podlega determinizmowi, jak opisywał swoją koncepcję atomistyczną Demokryt. Atomy nie spadają pionowo, ich ruch podlega odchyleniu, wskutek czego dochodzi do zderzenia cząstek.